# Vyskytná nad Jihlavou
Vyskytná nad Jihlavou è un comune della Repubblica Ceca facente parte del distretto di Jihlava, nella regione di Vysočina.